# Underavskrivning
Underavskrivning, redovisningsterm, avskrivning med mindre belopp än den beräknade värdeminskningen. Kan användas för att under förlustår "spara" avskrivningar till att under vinstår göra överavskrivningar.
Minsta tillåtna avskrivning regleras i Sverige av Bokföringslagen.